# 毛泽东思想万岁 (出版物)

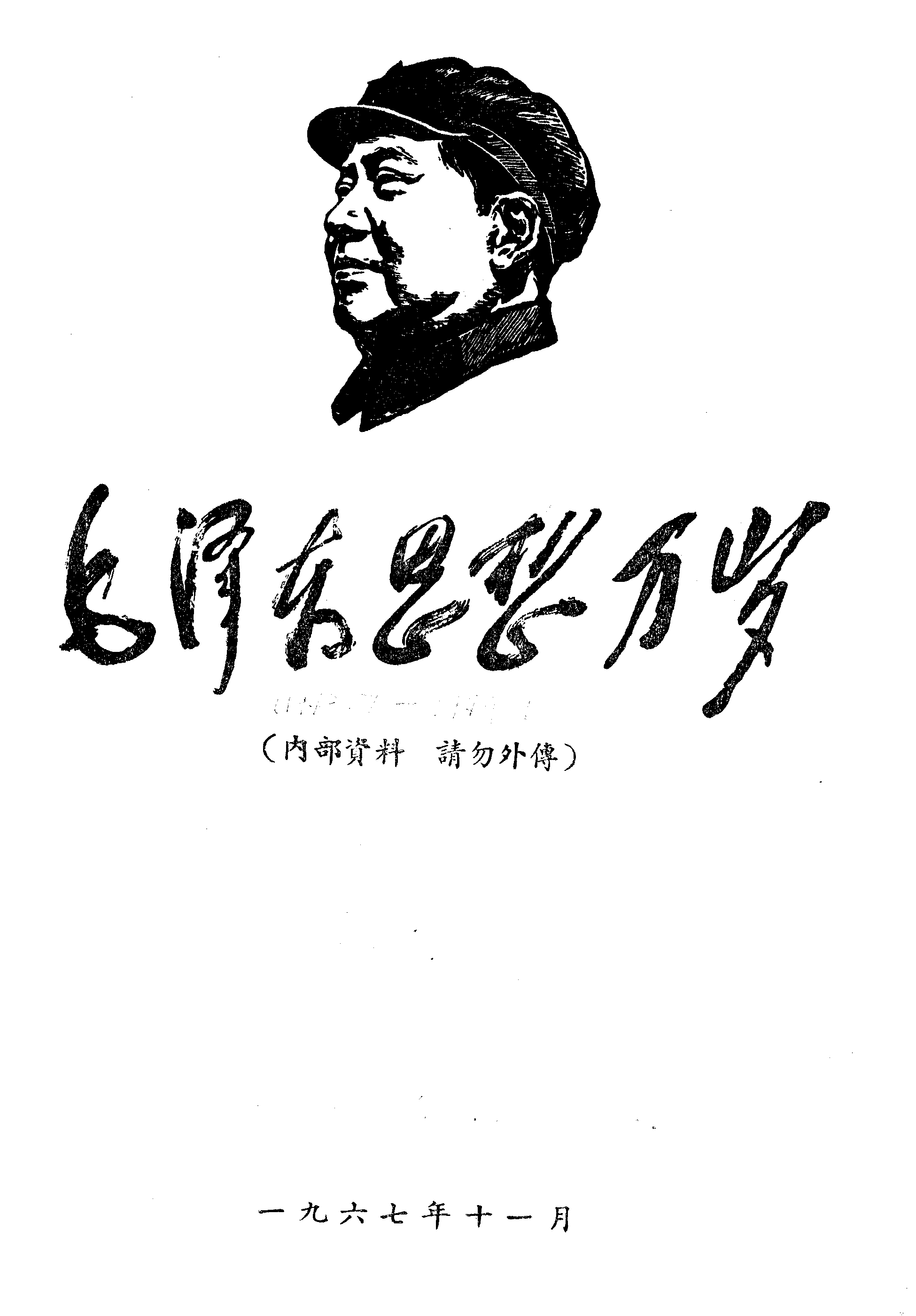
由武汉造反派组织“钢二司”编印的《毛泽东思想万岁》第二卷封面，为互联网上流传较广的一个版本。

《毛澤東思想萬歲》为中华人民共和国文化大革命时期的毛泽东论著集出版物，由文革初期群众組織搜集報刊發表的毛澤東论著、內部講話、文稿、批示、批語編印成，其中相当一部分内容在出版之前从未公开发表。

## 简介
该书版本众多，部分内容真实性存疑，多是以各种造反派组织的名义自行编辑出版。书名除了《毛泽东思想万岁》外，还有《毛泽东思想胜利万岁》、《战无不胜的毛泽东思想万岁》、《毛主席文选》等等，有研究者称为“万岁本”。所有“万岁本”均选收那些未收入《毛泽东选集》（1—4卷）、《毛泽东著作选读》、《毛主席语录》的文稿。1967年5月至11月，中共中央连续下发五个文件， 严令禁止各地非法编印毛泽东著作，对已经编印出版的，要求各地回收上缴。